# Monopteryx uaucu
Monopteryx uaucu, vrsta južnoameričkog drveta iz porodice mahunarki. Rašireno je po Venezueli (Amazonas), Kolumbiji i brazilskoj državi Amazonas.

## Opis
Monopteryx uaucu je veliko drvo koje može biti visoko više od 25 metara. Deblo mu ima visoko potporno korijenje, a može biti promjera 120 cm.
To je biljka vlažnih, nizinskih tropa. Nalazi se u područjima gdje je srednja godišnja temperatura od 26°C, a srednja godišnja količina oborina oko 3400 mm. Padaline su prilično dobro raspoređene, ali postoji sušnije razdoblje od oko 3 mjeseca.

## Upotreba
Jestivo sjeme skuplja se u velikim količinama iz divljine i lokalno stanovništvo koristi ga kao važan izvor hrane. Sjemenke su bogate uljem, a kuhane ili pečene, daju kulinarsko ulje koje se može koristiti i za rasvjetu. Kora je ljekovita. Ostrugana s korijena i iskuhana, daje čaj koji se često koristi za izbacivanje crijevnih crva.